# 孙国庆 (全国人大代表)
孙国庆（1959年—），江苏淮安人，汉族，中华人民共和国政治人物、全国人民代表大会江苏地区代表。
担任淮安市清河环卫处党支部书记，是中共党员。2008年起担任全国人大代表。2013年继任。